# Розумники
«Розумники», англ. «Smart kids» — навчально-розважальний україномовний дитячий журнал, що видається в Торонто, Канада, і фінансується урядом Канади.

## Основні дані
Головний редактор — Любов Славатинська, редактор — Галина Костюк.
ISSN 2562-7796 (друкована версія), ISSN 2562-780X (онлайн версія).
Видавець: Smart kids/Rozumniki
Видається щоквартально.

## Історія
Перше число журналу вийшло взимку 2016/2017 року накладом 1000 примірників. 

## Діяльність
З 2017 року журнал «Розумники» спільно зі Шкільною радою Конґресу Українців Канади, відділ Торонто, та Міжнародною організацією українських громад «Четверта хвиля» проводить конкурси дитячих малюнків «Український прапор на канадській землі».